# Laureline Prom
Laureline Prom est une musicienne (guitariste et bassiste) de rock française. Elle a joué en tant que bassiste dans Candie Prune et dans son side-project, Andice Rupen dont le nom est une anagramme de Candie Prune.
À noter que Laureline Prom' est un pseudo de scène car son véritable nom est Laureline Prod'homme.
Elle joue maintenant dans The Dude, un nouveau groupe où l'on retrouve aussi Gilles Morillon qui tenait la batterie dans Andice Rupen.
Elle apparait en tant que bassiste sur plusieurs albums de Theo Hakola, qu'elle accompagne également régulièrement sur scène.

## Liens
- Candie Prune
- Andice Rupen
- The Dude